# Markleville
Markleville est une municipalité américaine située dans le comté de Madison en Indiana. Lors du recensement de 2010, sa population est de 528 habitants.
John D. Markle fonde la ville en 1852 sur la route entre Pendleton et New Castle,. La municipalité s'étend en 2010 sur une superficie de 0,56 mille carré (1,45 km2).